# Пёстрая вересковая совка
Пёстрая вересковая совка (Anarta myrtilli) — вид бабочек-совок.

## Описание
Бабочка небольших размеров с размахом крыльев 25-30 мм. Передние крылья серовато-красного цвета, с белым пятном в центре, а также волнистыми белыми и чёрными поперечными линиями. Задние крылья жёлтого цвета, с широкой окантовкой чёрного цвета. Грудь серовато-красного цвета. Брюшко серое.

## Ареал
Вид распространен в Северной, Западной и Центральной Европе. В России обитает локально в европейской части — на севере и в центре, не доходя на востоке до Урала.
Бабочки обитает на торфяных болотах и вересковых пустошах.

## Биология

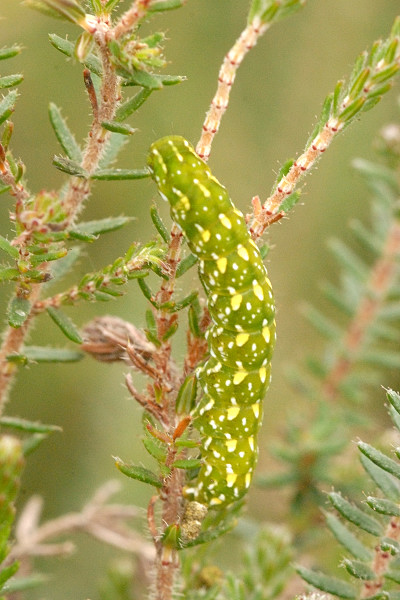
Гусеница

Гусеница зеленого цвета, с несколькими продольными рядами пятен жёлтого и белого цвета. Развивается на вереске, Calluna vulgaris и Erica tetralix. Стадия гусеницы в июле — августе. Зимует куколка в почве. Бабочки летают днем, активны только в солнечную погоду, в другое время прячутся среди кустов вереска. Вид характеризуется быстрым полетом, изредка прерывающимся короткими посадками на цветущие растения. Время лёта происходит в июне. В теплые годы в начале августа может развиться второе поколение.